# Богоявленский Кременецкий монастырь
Богоявленский Кременецкий монастырь — женский монастырь Тернопольской епархии Украинской православной церкви Московского патриархата (УПЦ МП), расположенный в городе Кременце Тернопольской области.

## История монастыря

### Основание
Монастырь в Кременце был основан как мужской в первой половине XVII века, в 1636 году. Инициатором создания монастыря, добившимся в 1633 году права основать православное братство на принадлежащей ему земле у короля Владислава IV Вазы (по другим данным, монастырь был основан в том же году, что и братство), стал волынский шляхтич православного вероисповедания Лаврентий Древинский. В строительстве участвовал также Даниил Малиновский. Братство при монастыре также называлось Богоявленским. Строительство благословил митрополит Киевский Пётр Могила, который объявил Кременецкую обитель и братство подчинёнными патриарху Константинопольскому, а также предписал использовать устав Киево-Братского Богоявленского монастыря, Киевского братства и Киево-Могилянской коллегии, которая позже стала Киевской духовной академией. Позже на первоначальном месте основания монастыря находилось Кременецкое духовное училище, а сам монастырь переместился на северную сторону города.
При монастыре до 1650 года существовала типография, в которой в 1638 году была издана «Грамматика» Мелетия (Смотрицкого). В 1903 году экземпляры этого издания ещё имелись в собрании Волынской духовной семинарии.

### Униатский период
В 1725 году монастырь поступил в ведение грекокатоликов (по другим данным, это произошло в 1701 году, а в 1725 году его деревянные здания были заменены каменными). В 1753 году рядом с обителью иезуиты построили базилику Святых Игнатия и Станислава и корпуса Кременецкого коллегиума, просуществовавшего вплоть до 1773 года. Его строительство было начато в 1731 году.

### Возвращение в православие
В 1839 году Кременецкий монастырь вновь стал православным. При этом до восстановления в нём православного монашества обитель была отдельным приходом, приписанным к Загаецкому монастырю Иоанна Милостивого. В 1873 году обитель была приписана к Свято-Троицкому Дерманскому монастырю, к которому принадлежала на 1909 год. Монастырь был заштатным, и не получал казённого финансирования.
В 1880 году при монастыре вновь было образовано православное Свято-Николаевское братство, поступившее в ведение викария Волынской епархии, к которой в те времена принадлежал монастырь. Оно содержало Свято-Николаевскую приходскую школу. В 1886 году настоятель монастыря имел чин иеромонаха, в начале XX века эта должность принадлежала епископу Острожскому.

### Польский период
С 1918 по 1939 годы монастырь находился на территории Польши, оказавшись в СССР после присоединения к нему Западной Украины. В 1919 году епископ Кременецкий Дионисий (Валединский) учредил при монастыре семинарию на основе закрытой Волынской духовной семинарии. Она просуществовала до 1939 года.

### Советский период
Во время Великой Отечественной войны в монастыре, незадолго до начала неё оказавшемся на советской территории, был захоронен убитый боевиками ОУН (мельниковцами) в 1943 году экзарх Украины митрополит Волынский и Житомирский Алексий (Громадский).

После войны, в 1953 году, Кременецкий монастырь был преобразован в женский по благословению епископа Львовского и Тернопольского Панкратия (Кашперука), в него была переведена женская монашеская община из села Обыч. К 1959 году в обители проживало 67 сестёр под руководством игуменьи Анимаисы. 29-30 июля 1959 года монастырь был закрыт, несмотря на договор аренды на 10 лет, заключённый с отделом архитектуры при Тернопольском облисполкоме. 
«Мы ежегодно аккуратно вносим арендную плату, несмотря на её постепенное увеличение. Мы думали, что уже пришёл конец нашей кочующей жизни, но опять нависла туча, угрожающая нашей оседлости. Дорогой Владыка, учтите и то, что сюда, в Кременец, мы пришли не на всё готовое. В течение шести лет мы приложили много сил и старания по производству капитального ремонта церквей и других помещений жилых и не жилых. Здесь иссякли все наши силы, ушло много здоровья… За периоды нашего кочевания мы много набедствовались, да и к тому же половина из числа наших жительниц престарелые и нетрудоспособные…»

Обращение игуменьи Анимаисы к архиепископу Палладию (Каминскому) с просьбой ходатайствовать о сохранении монастыря, 15 апреля 1959 года. 

Могила митрополита Алексия (Громадского) в Богоявленском монастыре

Предполагалось, что они будут размещены в зданиях Духовского скита Почаевской лавры, который также подлежал закрытию в связи с постановлением Совета Министров СССР «О монастырях в СССР», однако в итоге 46 насельниц закрытого монастыря были переселены в Свято-Троицкий монастырь в городе Корец Ровенской области, ещё 15 монахинь не пожелали переезжать и разошлись по домам. В бывшем храме монастыря был размещён спортзал, в монашеском корпусе — больница.

## Возрождение монастыря
26 августа 1990 года икону Божией Матери «Скорбящая», хранившуюся в монастыре до революции и перенесённую в Почаевскую лавру после закрытия, перенесли из Почаева крестным ходом на прежнее место. Этот день считается днём возрождения монастыря. В 1991 году в монастырь вернулись насельницы. 3 апреля 1996 года старшей сестрой монастыря стала монахиня Марионилла (Панасюк). 6 декабря того же года Священный Синод Украинской православной церкви возвёл её в сан игуменьи. На 2019 год она всё ещё руководит обителью.
25 июля 2006 года мощи митрополита Алексия (Громадского) были перезахоронены в обители у храма Иоанна Крестителя.

## Храмы монастыря
К началу XX века в монастыре было три храма: Богоявленский (соборный), Никольский и во имя Иоанна Крестителя при звоннице.